# Herb Konga

Herb Konga

Herb Konga przedstawia w tarczy złotej z zieloną rzeką w pas, czerwony lew wspięty, uzbrojony zielono, z pochodnią czarną i czerwonym płomieniem w prawej przedniej łapie. Nad tarczą usytuowana jest złota korona. Po bokach tarczy stoją dwa słonie afrykańskie czarne, zwrócone na zewnątrz. Poniżej tarczy znajduje się wstęga z napisem w języku francuskim: Unité, Travail, Progrès, czyli "Jedność, Praca, Postęp" (słowa zaczerpnięte z hymnu Republiki Konga).

## Galeria

Godło Ludowej Republiki Konga latach 1970–1991